# Aeropuerto de Ciudad Mante
El Aeropuerto de Ciudad Mante (Código IATA: MMC - Código OACI: MMDM - Código DGAC: CDM) oficialmente conocido como Aeródromo "Las Huastecas" es un pequeño campo de aviación ubicado al oeste de Ciudad Mante, Tamaulipas y es operado por el ayuntamiento de la misma ciudad. Cuenta con una pista de aterrizaje de 2,200 metros de largo y 18 metros de ancho con rampa de viraje en la cabecera 36, además cuenta con varios hangares. Actualmente solo se usa con propósitos de aviación general.

## Información
El aeródromo fue impulsado por el gobierno de Manuel Cavazos Lerma durante su gestión como gobernador de Tamaulipas y durante la gestión del alcalde de Mante: Javier Villarreal Terán (1998-2001) se compraban asientos vacíos para mantener la ruta MTY-CVM-MMC-TAM en una aeronave de 16-18 plazas.

## Accidentes e incidentes
- El 7 de mayo de 2021 una aeronave Piper PA-25-235 Pawnee C con matrícula XB-CWF que operaba un vuelo local con fines agrícolas en el Aeródromo de Ciudad Manté, se precipitó a tierra poco tiempo después de despegar, realizando un aterrizaje forzoso en un campo de cultivo cercano a la pista de aterrizaje. El piloto resultó herido.[4][5][6]